# Ларино (Каслинский район)
Ла́рино — село в Каслинском районе Челябинской области России. Входит в состав Шабуровского сельского поселения.

## География
Находится на берегах реки Багаряк, вблизи места впадения в неё реки Кошкариха, на расстоянии примерно 53 км к северо-востоку от районного центра, города Касли. Абсолютная высота — 190 метров над уровнем моря.

## История
Село было основано в начале XVIII века. Первое упоминание в источниках — с 1711 года. Происхождение топонима связано с именем Ларя (Иллариона), который был одним из первых жителей села. Первоначально Ларино было населено государственными крестьянами, занимавшимися земледелием. В 1759 году крестьяне были приписаны к Сысертским заводам, где были заняты на вспомогательных работах.

## Население
| 2002 | 2010 |
| ---- | ---- |
| 357  | ↘263 |

### Половой состав
По данным Всероссийской переписи, в 2010 году численность населения села составляла 263 человек (120 мужчин и 143 женщины).
Проживают русские, башкиры.

## Улицы
- ул. Ленина,
- ул. Молодёжная,
- ул. Свердлова[7].

## Религия
Православные храмы
- Церковь Троицы Живоначальной